# Hendrik Frederik Karel Duycker
Hendrik Frederik Karel Duycker (Coevorden, 6 september 1792 - 's-Gravenhage, 4 juni 1884) was een Nederlands generaal der infanterie, adjudant van de Koning in buitengewone dienst, inspecteur der infanterie, gouverneur der Residentie, Kanselier der Nederlandse Orden en onder meer ridder der Militaire Willems-Orde derde klasse.

## Loopbaan
Duycker trad in 1808 als volontair in dienst van het koninkrijk Holland, maar ging spoedig in dienst van het koninkrijk Westfalen, destijds een andere vazalstaat van Frankrijk. In 1809 streed hij mee tegen het anti-Franse vrijkorps van de hertog van Brunswijk-Oels; als onderofficier nam hij onder meer deel aan het hevige gevecht van Oelper, nabij Brunswijk. Hij werd in 1810 tot tweede luitenant benoemd en nam in het kader van de veldtocht van Napoleon naar Rusland deel aan de Slag bij Smolensk (1812), de Slag bij Borodino, waar hij gewond raakte, en aan de terugtocht over de Berezina. In 1813, tot eerste luitenant benoemd, nam hij deel aan de tweedaagse Slag bij Dresden, waar hij een sabelhouw over zijn hoofd opliep. Hij behoorde beurtelings tot de  bezettingen van Torgau en Dresden, die tegen het einde van 1813 moesten capituleren. Duycker bezette met 50 tot 60 man een der redoutes rond Dresden en ontmoette daar in persoon de Keizer; te Torgau werd hij dikwijls gebruikt voor verkenningen en door comte de Narbonne werd hem de zending opgedragen aan het hoofdkwartier te Dresden de tijding over te brengen van de nederlaag van Ney bij Dennewitz.
De Narbonne was zo tevreden over de wijze waarop Duycker zijn zending volbracht had, dat hij hem als adjudant wilde houden, maar Duycker gaf er de voorkeur aan zijn corps weer naar Dresden te volgen. Pas in 1853 ontving hij, voor al zijn inspanningen van indertijd, van de derde Napoleon het commandeurskruis van het Legioen van Eer. In 1814 kwam Duycker weer in Nederlandse dienst en nam deel aan de strijd gedurende de Honderddaagse worsteling; Duycker maakte de veldtocht van 1815 mee als adjudant bij het 6de bataljon nationale militie onder kolonel van Thielen; dit bataljon behoorde tot de brigade Detmers van de divisie Chassé, die te Waterloo door haar dapper optreden tegen de linkerflank der tweede colonne van de garde van Napoleon aan de strijd op het slagveld de doorslag gaf, op het ogenblik toen het geschutvuur op Wellingtons linkervleugel eindelijk de komst van Blüchers Pruisen aankondigde en tevens dat de nederlaag van de Franse Keizer beslist was. De moed van Duycker werd beloond met het ridderkruis der Militaire Willems-Orde en in augustus van hetzelfde jaar werd hij bevorderd tot kapitein.
Duycker was vervolgens werkzaam als compagniescommandant en werd in 1829, op voorspraak van Prins Frederik, benoemd tot ridder in de Orde van de Nederlandse Leeuw. Tijdens de Belgische Opstand bevond hij zich in de Citadel van Luik en in de jaren 1830-34 behoorde hij tot het garnizoen van de vesting Maastricht, die toen door het opperbevel van generaal Dibbets en van de plaatselijke commandant, generaal Brade, behouden bleef. Duycker vervulde hier zijn functie als leider van de zogenaamde mobiele colonne, die als zodanig was belast met de dagelijkse veldontdekkingen en onder meer optrad bij de gevechten van Castert en Smeermaas, of die tot de voorhoede behoorde bij de demonstraties, die het garnizoen van Maastricht in de eerste dagen van 1831 tegen een gedeelte van het Belgische Maasleger in de richting van Tongeren en Hasselt verrichtte. In 1881 verkreeg Duycker, onder meer voor genoemde verrichtingen, de Militaire Willemsorde derde klasse toegekend. Aan het eind van 1858 werd hij benoemd tot luitenant-generaal en in 1866 vroeg en verkreeg hij zijn eervol ontslag uit de militaire dienst. Duycker was ridder der Militaire Willems-Orde derde klasse, commandeur in de Orde van de Nederlandse Leeuw, grootkruis van de Eikenkroon en commandeur van het Legioen van Eer.